# 淡色小檗
淡色小檗（学名：Berberis pallens）为小檗科小檗属下的一个种。

## 扩展阅读
- 維基物種上的相關：淡色小檗